# Harrie Nuijten
H.W.S.M. (Harrie) Nuijten (Tilburg, 20 juli 1949) is een Nederlandse bestuurder en politicus van de PvdA.

## Biografie
Na het doorlopen van de hbs studeerde hij rechten in zijn geboortestad. In 1991 begon hij zijn politieke carrière in Deurne, als gemeentesecretaris. Ook is hij in 2004 kortstondig wethouder geweest in Heeze-Leende.
Op 15 december 2004 volgde hij Peter van Campenhout op als burgemeester van de gemeente Alphen-Chaam. In oktober 2014 ging hij met pensioen en de maand erop werd hij opgevolgd door Joerie Minses. Vanaf 18 januari 2016 was Nuijten bijna een jaar de waarnemend burgemeester van Reusel-De Mierden ter tijdelijke vervanging van de zieke burgemeester Harrie Tuerlings.
Met ingang van 1 april 2019 werd Nuijten benoemd tot waarnemend burgemeester van Hilvarenbeek. Op 5 februari 2020 werd hij opgevolgd door Evert Weys als burgemeester van Hilvarenbeek.